# Pauwasi jezici
Pauwasi jezici (privatni kod: pauw), malena papuanska jezična potrodica iz indonezijskog dijela Nove Gvineje, koja se prije smatrala dijelom veće transnovogvinejske porodice, prema kojoj je obuhvaćala (4) jezika, Emumu i Yafi, istočna i Dubu i Towei, zapadna podskupina. Danas joj je pridodan još jedan jezik, karkar-yuri, koji se vodio kao izolirani jezik, a govori se u provinciji Sandaun u Papui Novoj Gvineji.

## Podjela
a. Istočni [epaw] (3) Indonezija, Papua Nova Gvineja: emumu ili Emem [enr], yafi ili zorop [wfg]; karkar-yuri [yuj];
b. Zapadni [wpaw] (2) Indonezija: dubu ili Tebi [dmu], towei [ttn].

## Vanjske poveznice
- Ethnologue (14th)